# World Series of Poker 1996
Die World Series of Poker 1996 war die 27. Austragung der Poker-Weltmeisterschaft und fand vom 22. April bis 18. Mai 1996 im Binion’s Horseshoe in Las Vegas statt.

## Turniere

### Turnierplan

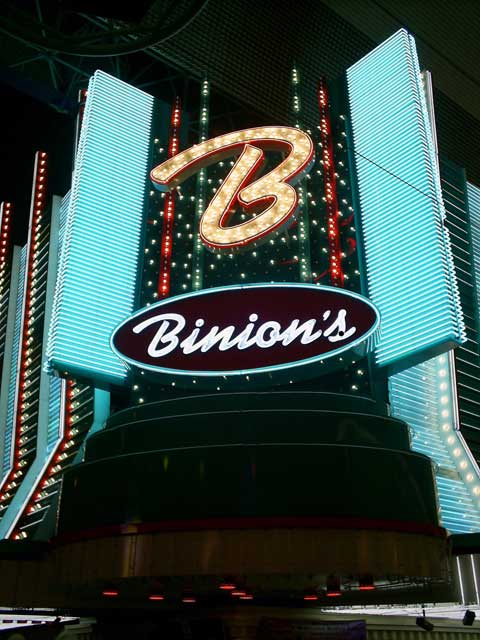
Das Binion’s Horseshoe in Las Vegas

Im Falle eines mehrfachen Braceletgewinners gibt die Zahl hinter dem Spielernamen an, das wievielte Bracelet in diesem Turnier gewonnen wurde.
| #  | Buy-in (in $) | Turnier                                          | Turnierbeginn | Teilnehmer | Sieger              | Herkunft               | Preisgeld (in $) |
| -- | ------------- | ------------------------------------------------ | ------------- | ---------- | ------------------- | ---------------------- | ---------------- |
| 1  | 01.500        | Chinese Poker                                    | 22. Apr. 1996 | 062        | Gregory Grivas      | Vereinigte Staaten     | 0.037.200        |
| 2  | 02.000        | Limit Hold’em                                    | 23. Apr. 1996 | 528        | David Chiu          | Vereinigte Staaten     | 0.396.000        |
| 3  | 01.500        | Limit Seven Card Stud                            | 24. Apr. 1996 | 247        | Gary Benson         | Australien             | 0.148.200        |
| 4  | 01.500        | Limit Omaha                                      | 25. Apr. 1996 | 171        | Dody Roach (2)      | Vereinigte Staaten     | 0.102.600        |
| 5  | 01.500        | Limit Seven Card Stud Hi-Lo                      | 26. Apr. 1996 | 245        | John Cernuto        | Vereinigte Staaten     | 0.147.000        |
| 6  | 01.500        | Limit Razz                                       | 27. Apr. 1996 | 145        | Randy Holland       | Kanada                 | 0.087.000        |
| 7  | 01.500        | Limit Omaha Hi-Lo                                | 28. Apr. 1996 | 277        | Adeeb Harb          | Vereinigte Staaten     | 0.155.815        |
| 8  | 01.500        | No-Limit Hold’em                                 | 29. Apr. 1996 | 405        | John Morgan         | Vereinigtes Konigreich | 0.227.815        |
| 9  | 01.500        | Pot-Limit Omaha (Rebuy)                          | 30. Apr. 1996 | 133        | Jim Huntley         | Vereinigte Staaten     | 0.168.600        |
| 10 | 01.500        | Pot-Limit Hold’em                                | 1. Mai 1996   | 278        | Al Krux             | Vereinigte Staaten     | 0.156.375        |
| 11 | 02.500        | Limit Seven Card Stud Hi-Lo                      | 2. Mai 1996   | 094        | Frank Thompson      | Vereinigtes Konigreich | 0.094.000        |
| 12 | 05.000        | No-Limit 2-7 Draw Lowball                        | 2. Mai 1996   | 024        | Freddy Deeb         | Libanon                | 0.146.250        |
| 13 | 02.500        | Limit Omaha Hi-Lo                                | 3. Mai 1996   | 110        | Men Nguyen (4)      | Vereinigte Staaten     | 0.110.000        |
| 14 | 01.500        | Limit A-5 Draw Lowball                           | 4. Mai 1996   | 119        | Hans Lund (2)       | Vereinigte Staaten     | 0.071.400        |
| 15 | 05.000        | Chinese Poker                                    | 5. Mai 1996   | 010        | Jim Feldhouse       | Vereinigte Staaten     | 0.050.000        |
| 16 | 03.000        | Limit Hold’em                                    | 6. Mai 1996   | 167        | Donny Kerr          | Vereinigte Staaten     | 0.200.400        |
| 17 | 02.500        | Limit Seven Card Stud                            | 7. Mai 1996   | 144        | Marty Sigel (2)     | Vereinigte Staaten     | 0.144.000        |
| 18 | 02.500        | Pot-Limit Omaha                                  | 8. Mai 1996   | 078        | Sam Farha           | Vereinigte Staaten     | 0.145.000        |
| 19 | 02.500        | Pot-Limit Hold’em                                | 9. Mai 1996   | 180        | Barbara Enright (3) | Vereinigte Staaten     | 0.180.000        |
| 20 | 05.000        | Limit Seven Card Stud                            | 10. Mai 1996  | 065        | Henry Orenstein     | Polen                  | 0.130.000        |
| 21 | 02.500        | No-Limit Hold’em                                 | 11. Mai 1996  | 267        | Mel Wiener          | Vereinigte Staaten     | 0.250.315        |
| 22 | 05.000        | Limit Hold’em                                    | 12. Mai 1996  | 118        | Tony Ma             | Vereinigte Staaten     | 0.236.000        |
| 23 | 01.000        | Ladies Limit Seven Card Stud                     | 13. Mai 1996  | 105        | Susie Isaacs        | Vereinigte Staaten     | 0.042.000        |
| 24 | 00.000        | Charity – No-Limit Hold’em Press Invitational    | 14. Mai 1996  | 081        | Nick Szeremeta      | Vereinigtes Konigreich | 0.001.000        |
| 25 | 10.000        | No Limit Hold’em Main Event – World Championship | 14. Mai 1996  | 295        | Huck Seed (2)       | Vereinigte Staaten     | 1.000.000        |

### Main Event

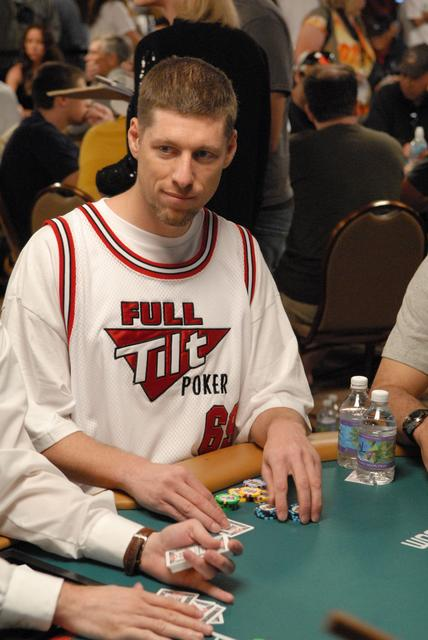
Huck Seed (2007)

Der Finaltisch wurde am 18. Mai 1996 ausgespielt. In der finalen Hand gewann Seed mit 9♦ 8♦ gegen Van Horn mit K♣ 8♣.
| Platz | Herkunft           | Spieler        | Preisgeld (in $) |
| ----- | ------------------ | -------------- | ---------------- |
| 1     | Vereinigte Staaten | Huck Seed      | 1.000.000        |
| 2     | Vereinigte Staaten | Bruce Van Horn | 0.585.000        |
| 3     | Vereinigte Staaten | John Bonetti   | 0.341.250        |
| 4     | Vereinigte Staaten | Men Nguyen     | 0.195.000        |
| 5     | Vereinigte Staaten | An Tran        | 0.128.700        |
| 6     | Kanada             | Andre Boyer    | 0.097.500        |